# Jars
Cet article concerne la commune du Cher. Pour le mâle de l'oie, voir jars (animal). Pour les autres noms propres, voir la page d'homonymie.
Jars est une commune française située dans le département du Cher en région Centre-Val de Loire.

## Géographie
Située entre le Sancerrois à l'est et la Sologne à l'ouest, la commune de Jars se situe dans un paysage intermédiaire de collines marneuses cultivées et de forêts. Le bourg en lui-même est situé à flanc de colline.
La commune fait partie du canton de Vailly-sur-Sauldre ; en 2015, à la suite du redécoupage des cantons du département, elle fera partie du canton de Sancerre.

### Climat
Pour des articles plus généraux, voir Climat du Centre-Val de Loire et Climat du Cher.
En 2010, le climat de la commune est de type climat océanique dégradé des plaines du Centre et du Nord, selon une étude du CNRS s'appuyant sur une série de données couvrant la période 1971-2000. En 2020, Météo-France publie une typologie des climats de la France métropolitaine dans laquelle la commune est exposée à un climat océanique altéré et est dans la région climatique  Centre et contreforts nord du Massif Central, caractérisée par un air sec en été et un bon ensoleillement. 
Pour la période 1971-2000, la température annuelle moyenne est de 10,9 °C, avec une amplitude thermique annuelle de 16,2 °C. Le cumul annuel moyen de précipitations est de 887 mm, avec 11,8 jours de précipitations en janvier et 8 jours en juillet. Pour la période 1991-2020, la température moyenne annuelle observée sur la station météorologique la plus proche, située sur la commune de Vailly-sur-Sauldre à 7 km à vol d'oiseau, est de 11,3 °C et le cumul annuel moyen de précipitations est de 792,8 mm,. Pour l'avenir, les paramètres climatiques de la commune estimés pour 2050 selon différents scénarios d'émission de gaz à effet de serre sont consultables sur un site dédié publié par Météo-France en novembre 2022.

## Urbanisme

### Typologie
Au 1er janvier 2024, Jars est catégorisée commune rurale à habitat très dispersé, selon la nouvelle grille communale de densité à 7 niveaux définie par l'Insee en 2022.
Elle est située hors unité urbaine et hors attraction des villes,.

### Occupation des sols
L'occupation des sols de la commune, telle qu'elle ressort de la base de données européenne d’occupation biophysique des sols Corine Land Cover (CLC), est marquée par l'importance des territoires agricoles (83,9 % en 2018), en diminution par rapport à 1990 (84,9 %). La répartition détaillée en 2018 est la suivante : 
prairies (48,8 %), terres arables (31,1 %), forêts (15,1 %), zones agricoles hétérogènes (4 %), zones urbanisées (0,9 %).
L'évolution de l’occupation des sols de la commune et de ses infrastructures peut être observée sur les différentes représentations cartographiques du territoire : la carte de Cassini (XVIIIe siècle), la carte d'état-major (1820-1866) et les cartes ou photos aériennes de l'IGN pour la période actuelle (1950 à aujourd'hui).

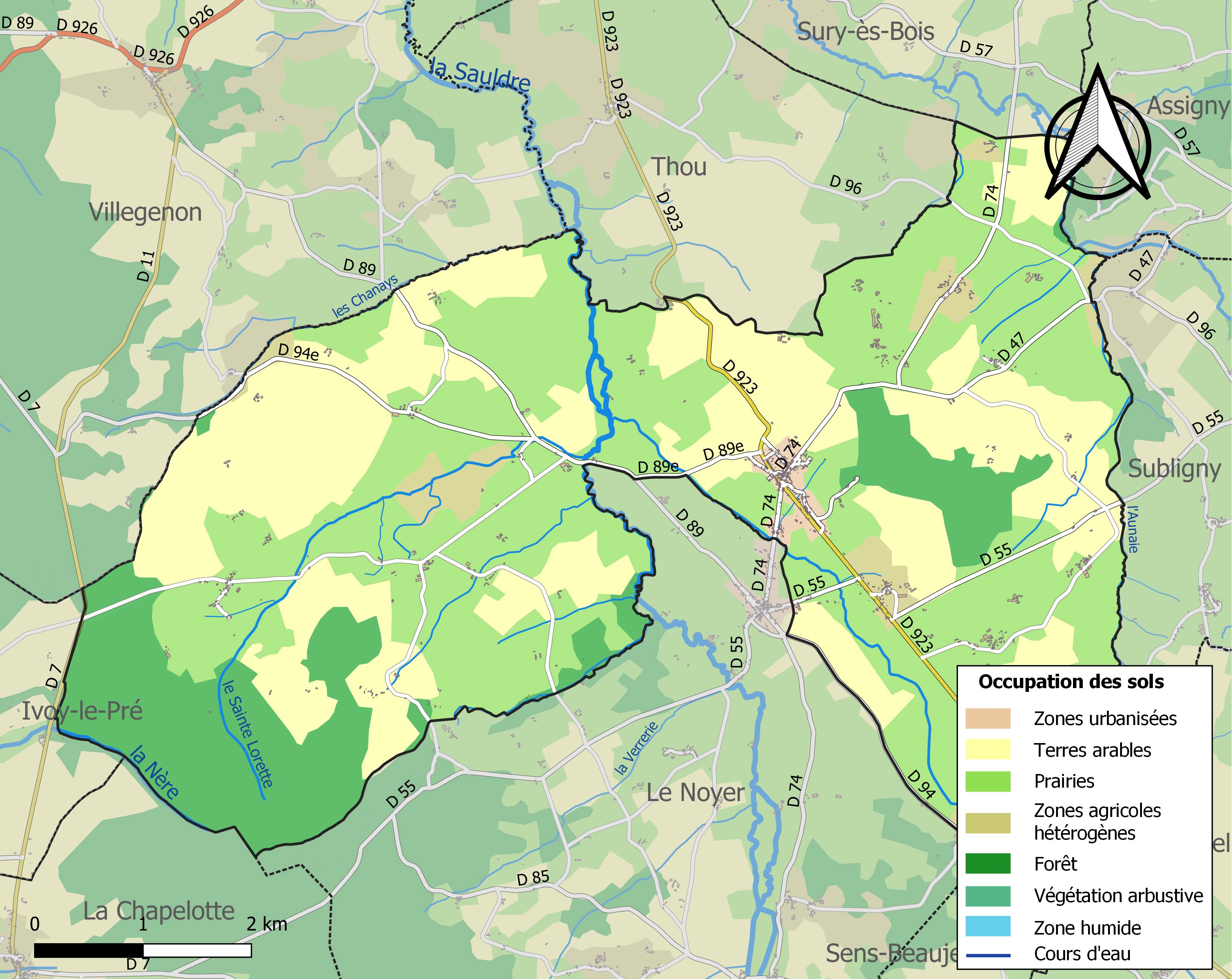
Carte des infrastructures et de l'occupation des sols de la commune en 2018 (CLC).

### Risques majeurs
Le territoire de la commune de Jars est vulnérable à différents aléas naturels : météorologiques (tempête, orage, neige, grand froid, canicule ou sécheresse) et séisme (sismicité très faible). Un site publié par le BRGM permet d'évaluer simplement et rapidement les risques d'un bien localisé soit par son adresse soit par le numéro de sa parcelle.

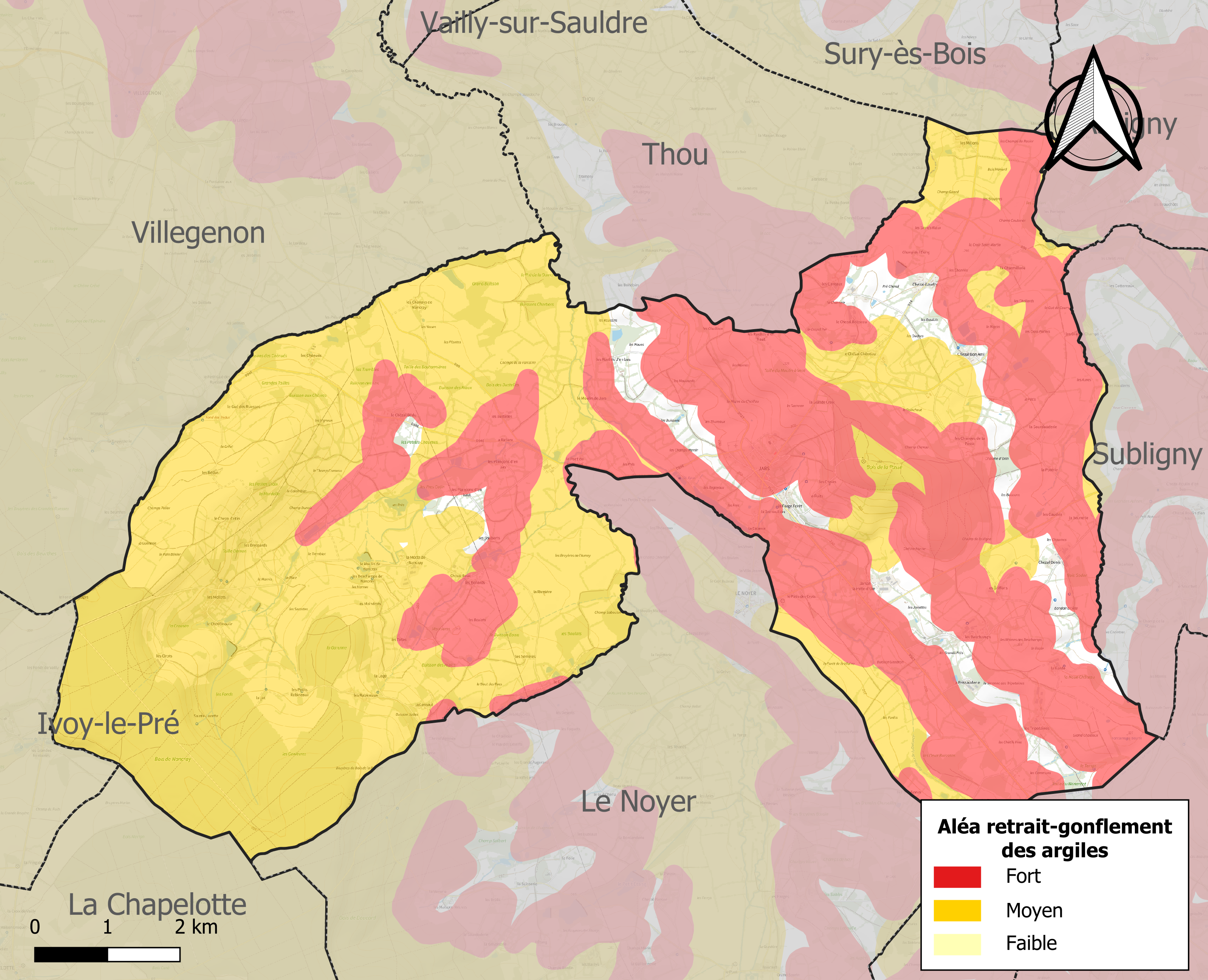
Carte des zones d'aléa retrait-gonflement des sols argileux de Jars.

Le retrait-gonflement des sols argileux est susceptible d'engendrer des dommages importants aux bâtiments en cas d’alternance de périodes de sécheresse et de pluie. 93,6 % de la superficie communale est en aléa moyen ou fort (90 % au niveau départemental et 48,5 % au niveau national). Sur les 389 bâtiments dénombrés sur la commune en 2019, 326 sont en aléa moyen ou fort, soit 84 %, à comparer aux 83 % au niveau départemental et 54 % au niveau national. Une cartographie de l'exposition du territoire national au retrait gonflement des sols argileux est disponible sur le site du BRGM,.
Concernant les mouvements de terrains, la commune a été reconnue en état de catastrophe naturelle au titre des dommages causés par la sécheresse en 1989, 2018 et 2019 et par des mouvements de terrain en 1999.

## Toponymie
Jars pourrait dériver du germanique gart qui a donné en ancien français jart = jardin (Wartburg, 1922). Les plus anciennes mentions remontent au Moyen Âge. Avec des évolutions. "On relève Yars en 1221, Jardum en 1294, Jards en 1766", lit-on dans Jars, une commune au cœur du Pays Fort. Dans tous les cas, il s’agit bien, d’après les linguistes, de la déclinaison de l’ancien français Jart, jardin, du germanique Gard, que l’on retrouve avec les termes anglais garden ou allemand Garten. » (Michel, 2020). Formes anciennes du nom : Jars (1144, 1195, 1460, 1788) ;  Yars (1221) ; Jardum (1294) ; Jars lez Sancerre en Berry (1452) ; Jards (Cassini; Crépy, 1737).https://les-noms-de-lieux-de-vailly-sur-sauldre.e-monsite.com/

## Politique et administration

### Liste des maires
| Période                                  | Période   | Identité                 | Étiquette | Qualité          |
| ---------------------------------------- | --------- | ------------------------ | --------- | ---------------- |
| Les données manquantes sont à compléter. |           |                          |           |                  |
| 1793                                     | 1793      | Cirotte                  |           |                  |
| 1793                                     | 1795      | Decensciere Chaudry      |           |                  |
| 1795                                     | 1795      | Alaberte                 |           |                  |
| 1795                                     | 1797      | Decensciere Chaudry      |           |                  |
| 1797                                     | 1800      | Esmé Renard              |           |                  |
| 1800                                     | 1807      | Jean Benoît Buchet       |           |                  |
| 1807                                     | 1816      | Louis Claude Decenciere  |           |                  |
| 1816                                     | 1841      | Claude Ribert            |           |                  |
| 1841                                     | 1853      | Pierre Sylvain Besle     |           |                  |
| 1853                                     | 1857      | Charles Decenciere       |           |                  |
| 1857                                     | 1874      | Pierre Sylvain Besle     |           |                  |
| 1874                                     | 1876      | Etienne Dion             |           |                  |
| 1876                                     | 1877      | Pierre Sylvain Besle     |           |                  |
| 1877                                     | 1878      | Jacques Forest (adjoint) |           |                  |
| 1878                                     | 1881      | Jacques Forest           |           |                  |
| 1881                                     | 1881      | Pierre Chigot            |           |                  |
| 1881                                     | 1884      | Pierre Henri Jublot      |           |                  |
| 1884                                     | 1888      | Louis Demouch            |           |                  |
| 1888                                     | 1892      | Pierre Henri Jublot      |           |                  |
| 1892                                     | 1953      | Frédéric Cap             |           |                  |
| 1953                                     | 1957      | Jean Beaufrère           |           |                  |
| 1957                                     | 1971      | Marius Turpin            |           |                  |
| 1971                                     | 1983      | Paul Bailly              |           |                  |
| 1983                                     | mars 2001 | Camille Pasdeloup        |           |                  |
| mars 2001                                | mars 2008 | Marie-Françoise Narnio   |           |                  |
| mars 2008                                | 2014      | Jacques Rincheval        |           |                  |
| avril 2014                               | En cours  | Rémi Pierre,             |           | Ouvrier agricole |

## Démographie
L'évolution du nombre d'habitants est connue à travers les recensements de la population effectués dans la commune depuis 1793. Pour les communes de moins de 10 000 habitants, une enquête de recensement portant sur toute la population est réalisée tous les cinq ans, les populations de référence des années intermédiaires étant quant à elles estimées par interpolation ou extrapolation. Pour la commune, le premier recensement exhaustif entrant dans le cadre du nouveau dispositif a été réalisé en 2008.

En 2022, la commune comptait 491 habitants, en évolution de −3,91 % par rapport à 2016 (Cher : −2,48 %, France hors Mayotte : +2,11 %).
| 1793  | 1800  | 1806  | 1821  | 1831  | 1836  | 1841  | 1846  | 1851  |
| ----- | ----- | ----- | ----- | ----- | ----- | ----- | ----- | ----- |
| 2 050 | 1 520 | 1 735 | 1 363 | 1 490 | 1 509 | 1 491 | 1 565 | 1 589 |

| 1856  | 1861  | 1866  | 1872  | 1876  | 1881  | 1886  | 1891  | 1896  |
| ----- | ----- | ----- | ----- | ----- | ----- | ----- | ----- | ----- |
| 1 605 | 1 658 | 1 656 | 1 650 | 1 670 | 1 701 | 1 730 | 1 682 | 1 591 |

| 1901  | 1906  | 1911  | 1921  | 1926  | 1931  | 1936  | 1946 | 1954 |
| ----- | ----- | ----- | ----- | ----- | ----- | ----- | ---- | ---- |
| 1 635 | 1 631 | 1 567 | 1 383 | 1 158 | 1 098 | 1 036 | 902  | 755  |

| 1962 | 1968 | 1975 | 1982 | 1990 | 1999 | 2006 | 2008 | 2013 |
| ---- | ---- | ---- | ---- | ---- | ---- | ---- | ---- | ---- |
| 645  | 596  | 552  | 554  | 522  | 505  | 490  | 486  | 525  |

| 2018 | 2022 | - | - | - | - | - | - | - |
| ---- | ---- | - | - | - | - | - | - | - |
| 503  | 491  | - | - | - | - | - | - | - |

Malgré les épidémies, guerres, crises économiques et fortes variations climatiques (en particulier l'hiver 1794 où la Loire est gelée), la population croît et atteint 2 050 habitants en 1793. Malgré les fluctuations du XIXe siècle, c'est surtout l'exode rural et la Première Guerre mondiale qui va apporter une très importante baisse de la population. Si le XXe siècle débute avec plus de 1 500 habitants, il s'achève avec seulement le tiers de cet effectif.

## Vie locale

### Jumelage
La commune est jumelée avec :
- L'Oie (France) depuis 2015[23].

## Culture locale et patrimoine

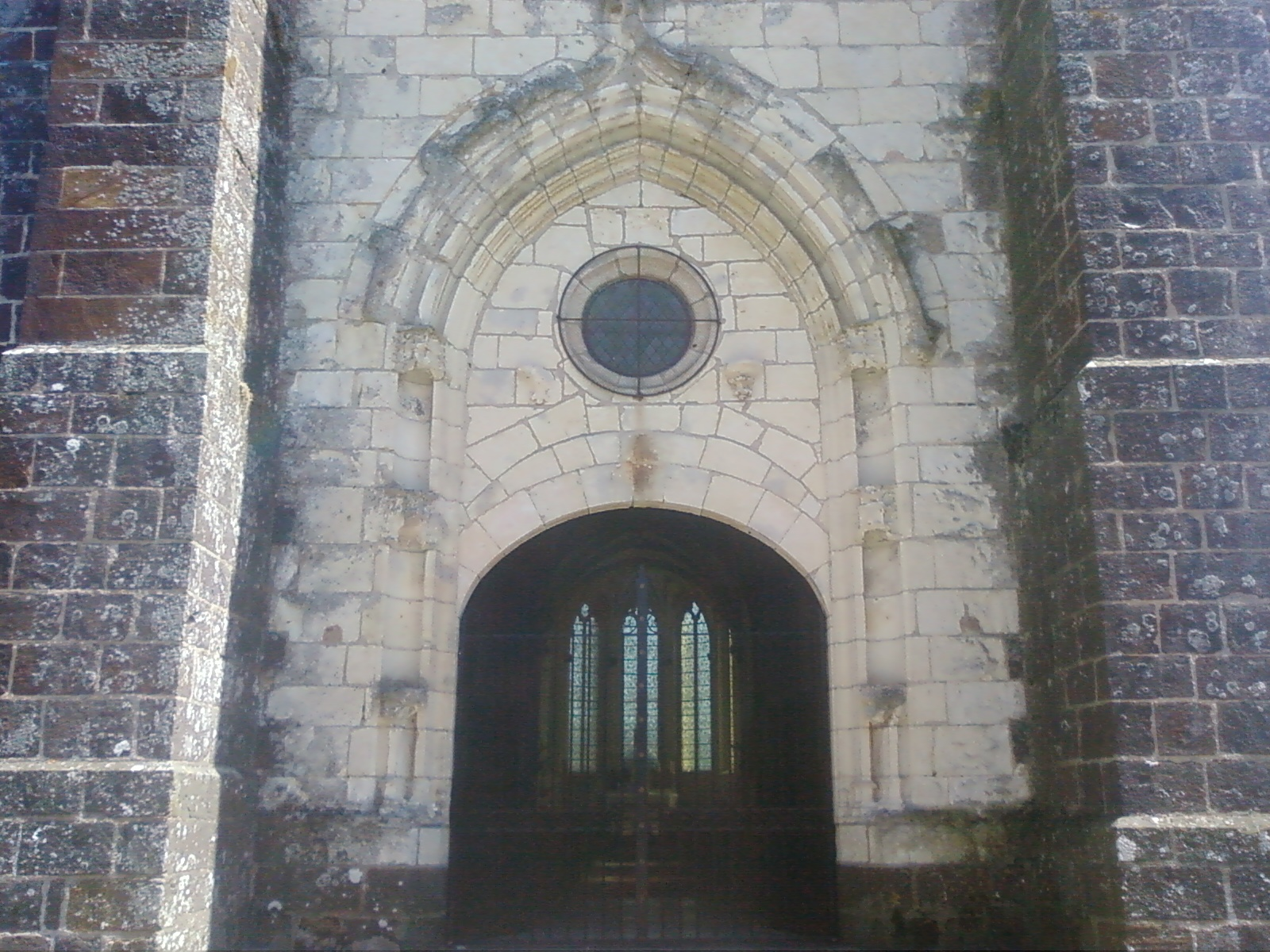
Porche de l'église.

### Lieux et monuments
- Église Saint Aignan : Le 9 novembre 1136, le pape Calixte II confirme toutes ses possessions à l’abbaye de Saint-Satur, dont l’église de Jars.

Au XIIIe siècle, Jean de Rochechouart, seigneur de Jars, adressa une supplique au chapitre Saint-Aignan d’Orléans pour obtenir une relique du saint, qu’il dit vouloir placer dans l’église qu’il vient de faire rebâtir.
Le clocher-porche semble avoir été bâti en 1488 aux frais d’Hélias Ruellé.
En 1553, Guillaume de Rochechouart aurait fait rebâtir la nef et le chœur sur la même assiette. Sa première femme, Louise d'Aultry, y est inhumée, une plaque l'atteste.
L’église qui existe au XXIe siècle est donc la 3e, au moins, et peut-être la 4e, qui s’élève sur le même lieu.
L’église Saint-Aignan est classée parmi les Monuments Historiques par la liste de 1862.
- Château de Jars
- Château de Nancray
- Grange pyramidale des Chênués, site emblématique retenu pour le loto du patrimoine en 2020.

### Personnalités liées à la commune
- François Coquery, coureur cycliste né sur la commune.

### Héraldique
| Blason de Jars | Blason  | De sinople à deux cotices ondées et abaissées d’argent, accompagnées en chef d’un jars au naturel, au franc-quartier cousu de gueules chargé d’une volute de crosse d'or. |
| Blason de Jars | Détails | Création Jean-François Binon. Adopté le 24 novembre 2014. |